# Radiogrammitis silvicola
Radiogrammitis silvicola är en stensöteväxtart som först beskrevs av Barbara S. Parris, och fick sitt nu gällande namn av Barbara S. Parris. Radiogrammitis silvicola ingår i släktet Radiogrammitis och familjen Polypodiaceae. Inga underarter finns listade.